# Mordelles
Mordelles est une commune française, située dans le département d'Ille-et-Vilaine en région Bretagne. Chef-lieu du canton de Mordelles jusqu'en 2015, c'est une des 43 communes de Rennes Métropole.
Les habitants sont les Mordelais.

## Géographie

### Localisation
Mordelles est située sur l'axe Rennes-Lorient, à 14 km au sud-ouest de Rennes, la préfecture départementale et régionale.
Sa limite sud est la rivière du Meu.
| Cintré    | La Chapelle-Thouarault / L'Hermitage | Le Rheu  |
| Talensac  | Mordelles                            | Chavagne |
| Le Verger | Bréal-sous-Montfort                  | Goven    |

La commune est limitrophe de celle du Verger depuis 2012, moment où les limites territoriales entre les communes de Talensac et du Verger ont été modifiées.

### Géologie et relief
Le site appartient au domaine cadomien, partie nord du massif armoricain, constitué de plutons granitiques accompagnés de sédiments (schistes).
Le relief de la commune, de 19 à 51 mètres, n'est pas très marqué. Certains quartiers sont en pentes douces, d'autres sont relativement plat. Les parties basses sont en partie occupées par des zones humides. Le point le plus bas se trouve à la sortie du Meu de la commune, à la frontière avec les communes de Chavagne et Goven.

### Accès et transports

#### Desserte routière
La commune est desservie par la voie express RN 24 (Rennes - Lorient).

#### Transports en commun
Desservie par les bus du réseau service des transports en commun de l'agglomération rennaise (STAR) de Rennes Métropole via les lignes 55, 76 et 155ex.

#### Chemins et venelles
La commune est maillée par de multiples liaisons douces (cheminements piétonniers, cyclables, etc.).

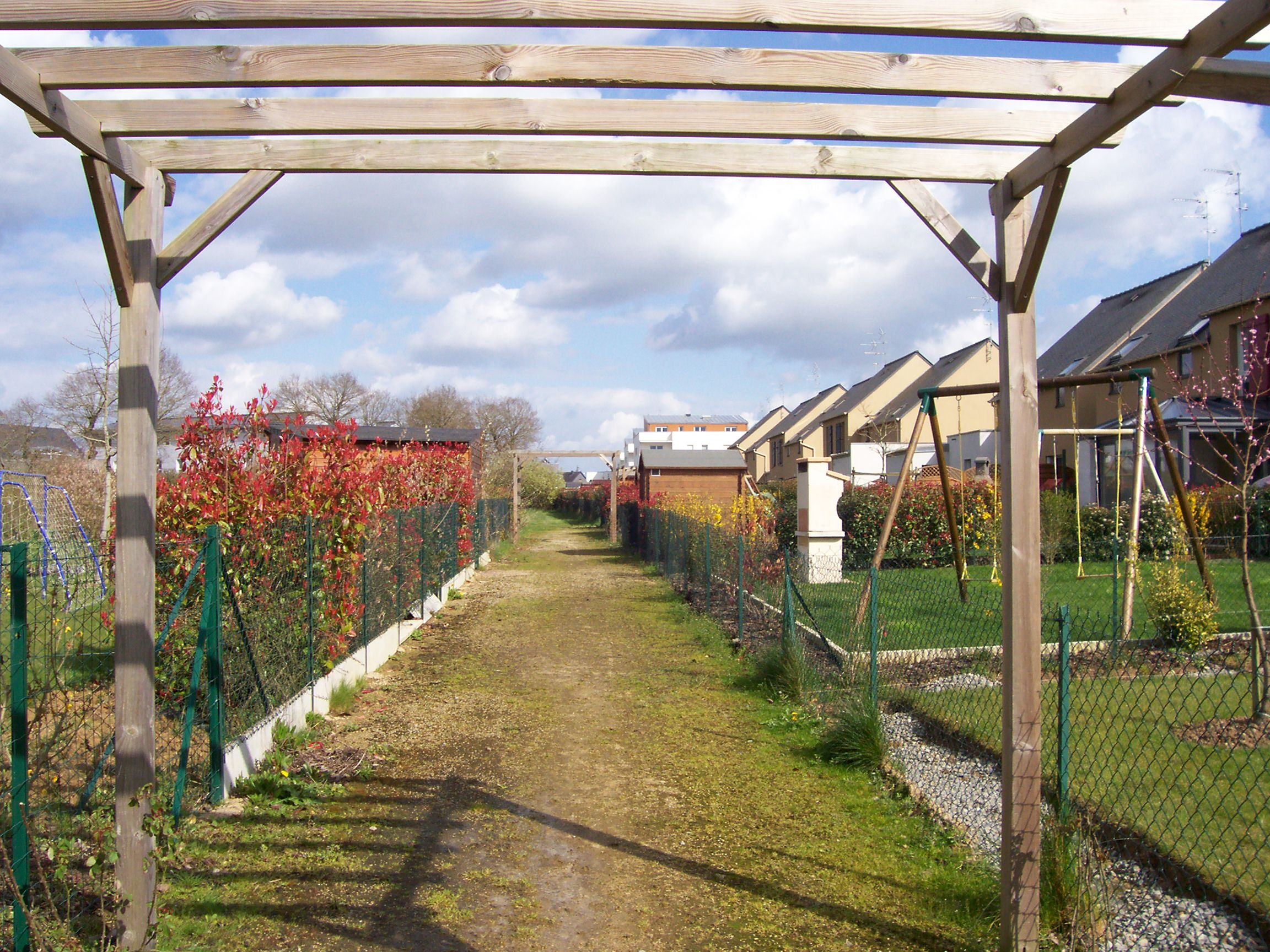
Chemin dans un lotissement, 2008.
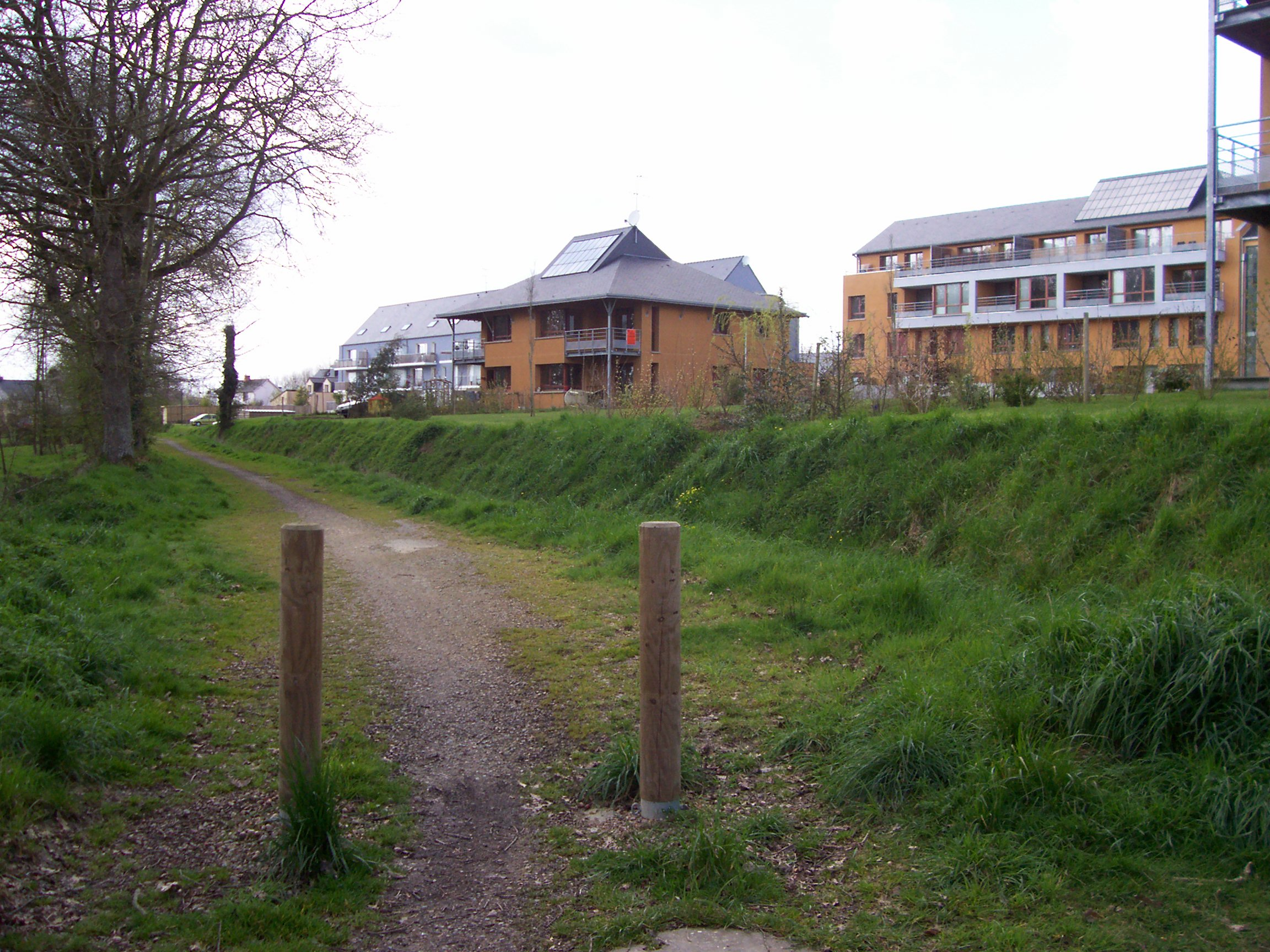
Chemin et talus près d'immeubles collectifs, 2008.
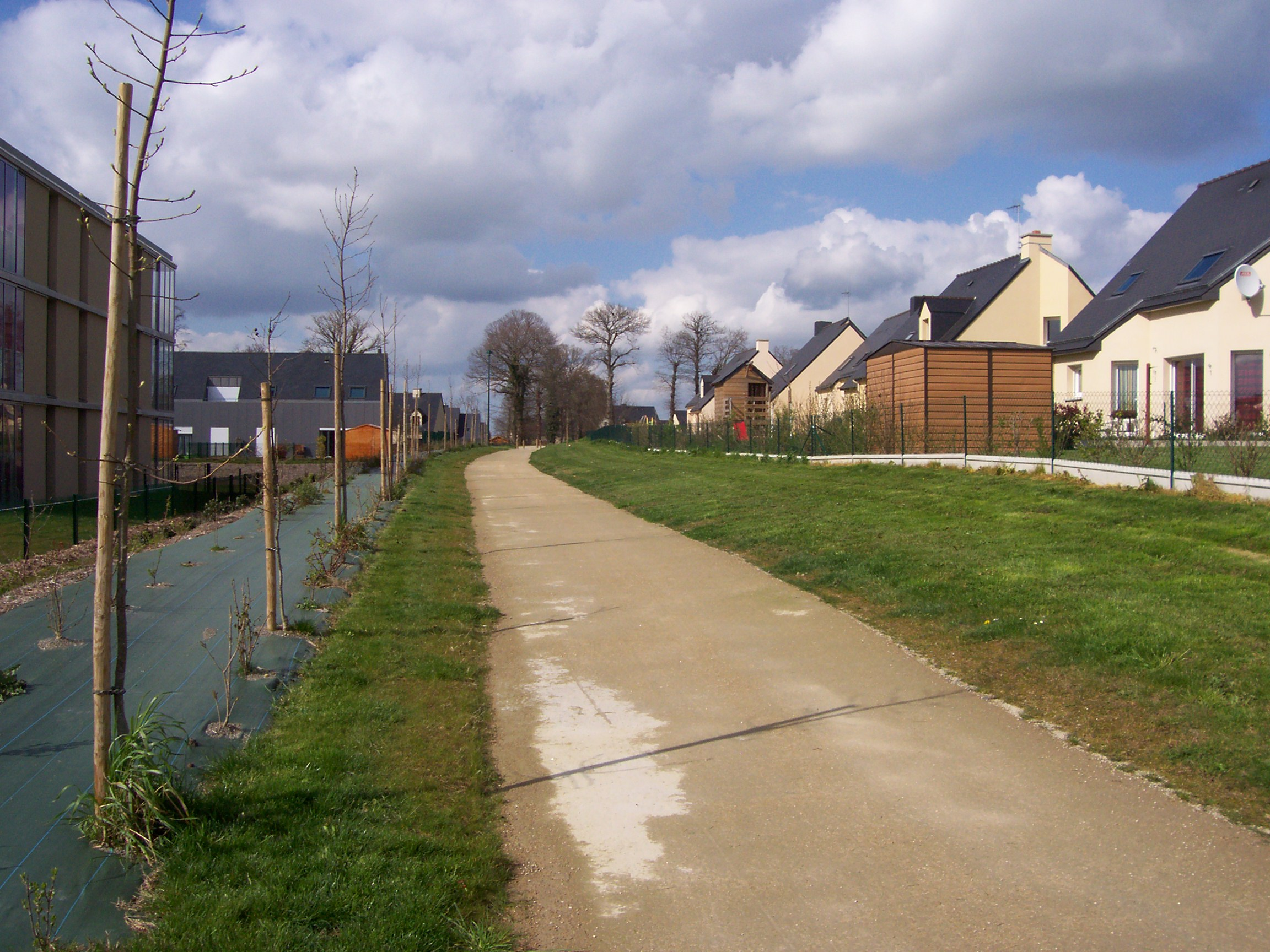
Chemin entre deux quartiers, 2008.

### Hydrographie

#### Réseau hydrographique
Pour un article plus général, voir Réseau hydrographique d'Ille-et-Vilaine.
La commune est située dans le bassin Loire-Bretagne. Elle est drainée par le Meu, la Vaunoise, la Cotardière, le ruisseau de Beaumont,,.
Le Meu constitue la frontière sud-ouest de la commune. D'une longueur de 84 km, il prend sa source dans la commune de Saint-Vran et se jette  dans un bras de la Vilaine à Chavagne, après avoir traversé 21 communes. 
La Vaunoise traverse la commune du nord au sud. D'une longueur de 33 km, il prend sa source dans la commune de Irodouër et se jette  dans le Meu à Bréal-sous-Montfort, après avoir traversé onze communes. 
La Cotardière, d'une longueur de 14 km, prend sa source dans la commune de Romillé et se jette  dans la Vaunoise sur la commune, après avoir traversé huit communes. 
Le ruisseau de Beaumont sépare Mordelles de Chavagne au sud-est.

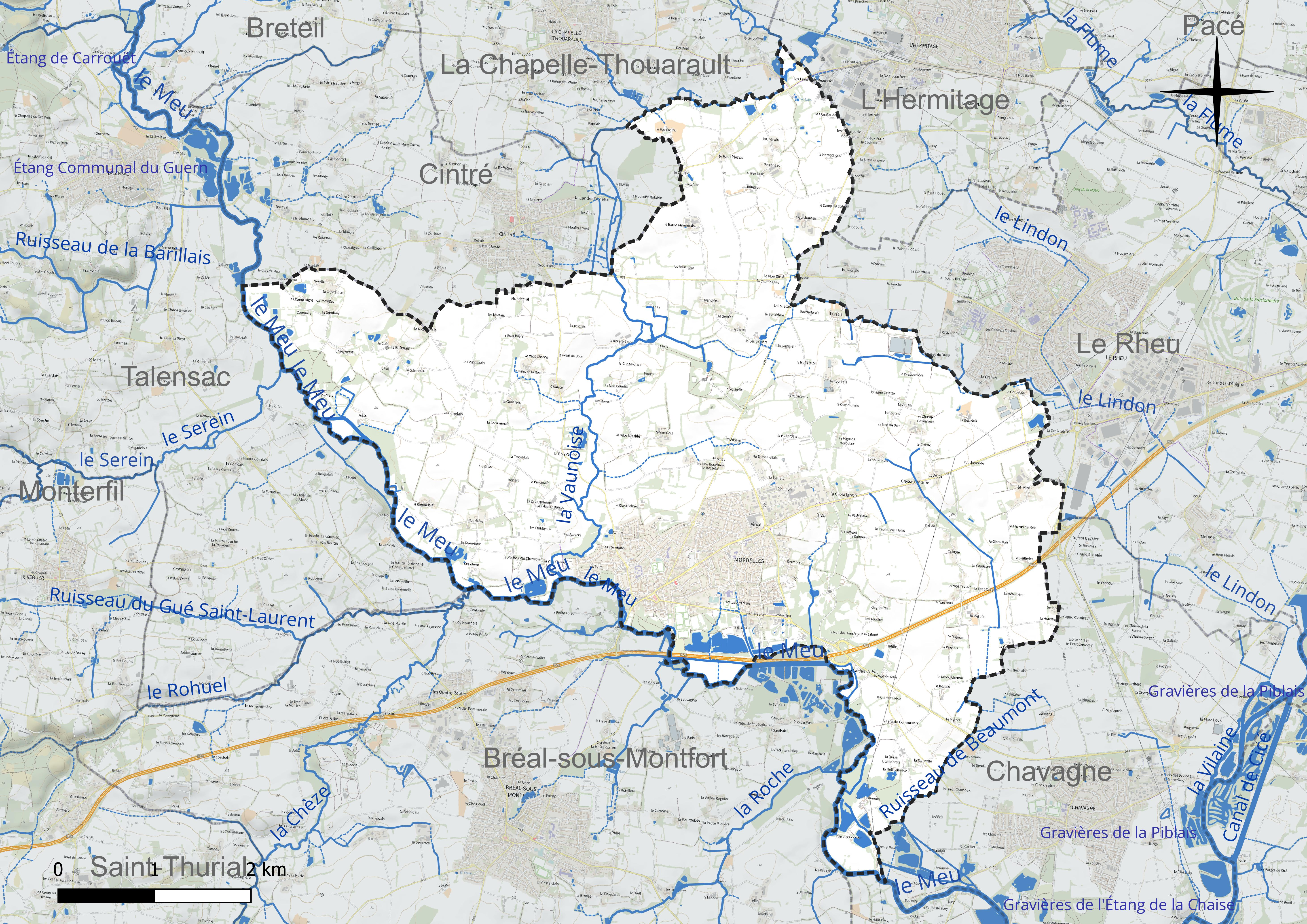
Réseau hydrographique de Mordelles.

#### Zones humides

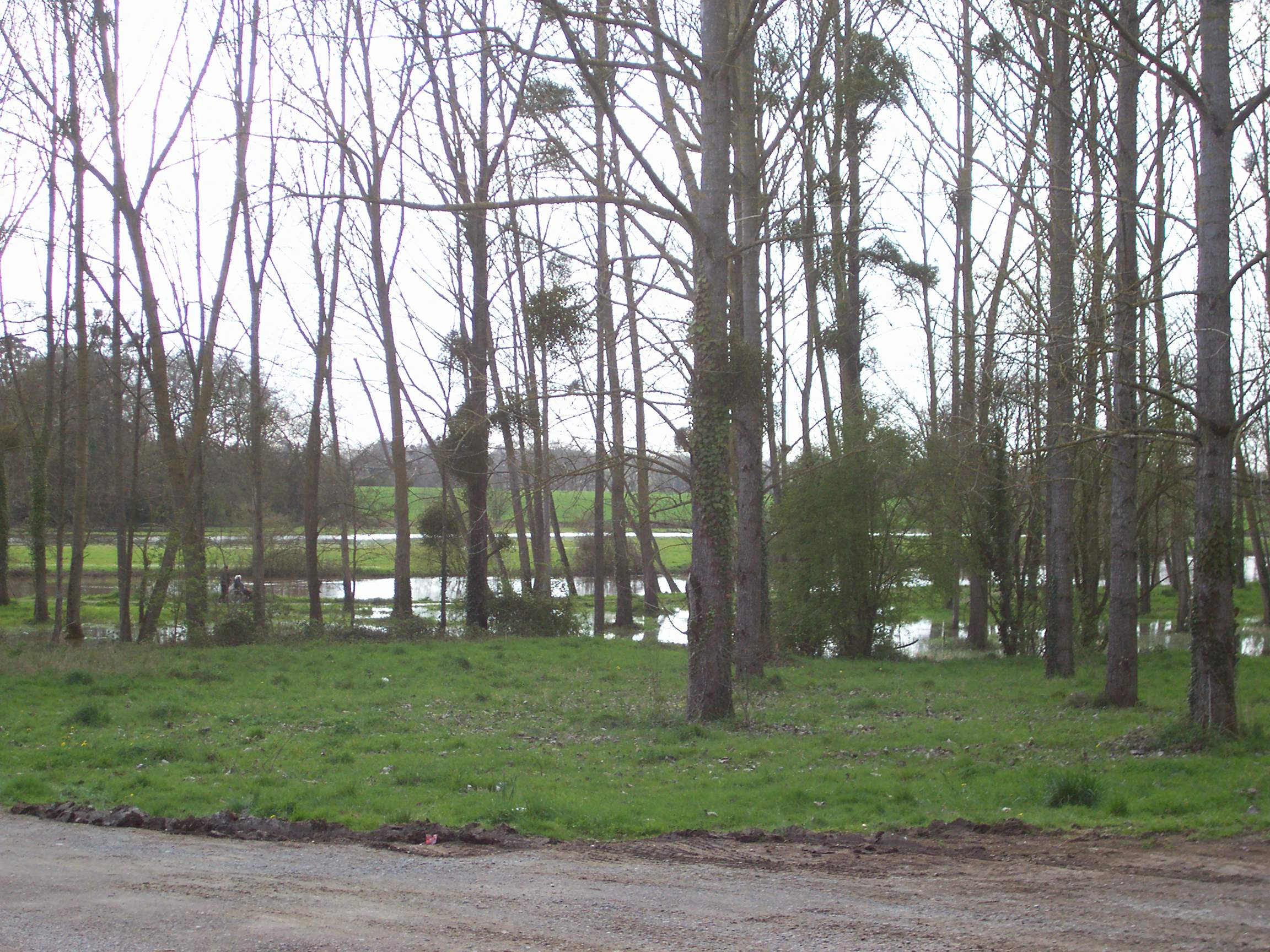
Zone humide à Mordelles, 2008.

Le territoire présente également des zones humides, ainsi qu'un étang au sud.

#### Zones inondables et PPRI
Mordelles est concernée par le plan de prévention du risque inondation (PPRI) du bassin de la Vilaine dénommé « région rennaise, Ille et Illet »  approuvé par arrêté préfectoral du 10 décembre 2007. Une nouvelle cartographie de l’aléa inondation a fait l’objet d’un porter-à-connaissance auprès des communes en 2024 dans le cadre d'une future révision du PPRI.

### Climat
Pour des articles plus généraux, voir Climat de la Bretagne et Climat d'Ille-et-Vilaine.
En 2010, le climat de la commune est de type climat océanique altéré, selon une étude du CNRS s'appuyant sur une série de données couvrant la période 1971-2000. En 2020, Météo-France publie une typologie des climats de la France métropolitaine dans laquelle la commune est exposée à un climat océanique et est dans la région climatique Bretagne orientale et méridionale, Pays nantais, Vendée, caractérisée par une faible pluviométrie en été et une bonne insolation. Parallèlement l'observatoire de l'environnement en Bretagne publie en 2020 un zonage climatique de la région Bretagne, s'appuyant sur des données de Météo-France de 2009. La commune est, selon ce zonage, dans la zone « Sud Est », avec des étés relativement chauds et ensoleillés.
Pour la période 1971-2000, la température annuelle moyenne est de 11,6 °C, avec une amplitude thermique annuelle de 12,7 °C. Le cumul annuel moyen de précipitations est de 711 mm, avec 11,9 jours de précipitations en janvier et 6,2 jours en juillet. Pour la période 1991-2020, la température moyenne annuelle observée sur la station météorologique la plus proche, située sur la commune du Rheu à 5 km à vol d'oiseau, est de 12,2 °C et le cumul annuel moyen de précipitations est de 720,4 mm,. Pour l'avenir, les paramètres climatiques de la commune estimés pour 2050 selon différents scénarios d'émission de gaz à effet de serre sont consultables sur un site dédié publié par Météo-France en novembre 2022.

## Urbanisme

### Typologie
Au 1er janvier 2024, Mordelles est catégorisée petite ville, selon la nouvelle grille communale de densité à sept niveaux définie par l'Insee en 2022.
Elle appartient à l'unité urbaine de Mordelles, une unité urbaine monocommunale constituant une ville isolée,. Par ailleurs la commune fait partie de l'aire d'attraction de Rennes, dont elle est une commune de la couronne,. Cette aire, qui regroupe 183 communes, est catégorisée dans les aires de 700 000 habitants ou plus (hors Paris),.

### Occupation des sols
L'occupation des sols de la commune, telle qu'elle ressort de la base de données européenne d'occupation biophysique des sols Corine Land Cover (CLC), est marquée par l'importance des territoires agricoles (87,6 % en 2018), en diminution par rapport à 1990 (90,3 %). La répartition détaillée en 2018 est la suivante : 
terres arables (47,3 %), zones agricoles hétérogènes (27 %), prairies (13,3 %), zones urbanisées (6,8 %), espaces verts artificialisés, non agricoles (3 %), zones industrielles ou commerciales et réseaux de communication (1,4 %), forêts (0,7 %), eaux continentales (0,5 %). L'évolution de l'occupation des sols de la commune et de ses infrastructures peut être observée sur les différentes représentations cartographiques du territoire : la carte de Cassini (XVIIIe siècle), la carte d'état-major (1820-1866) et les cartes ou photos aériennes de l'IGN pour la période actuelle (1950 à aujourd'hui).

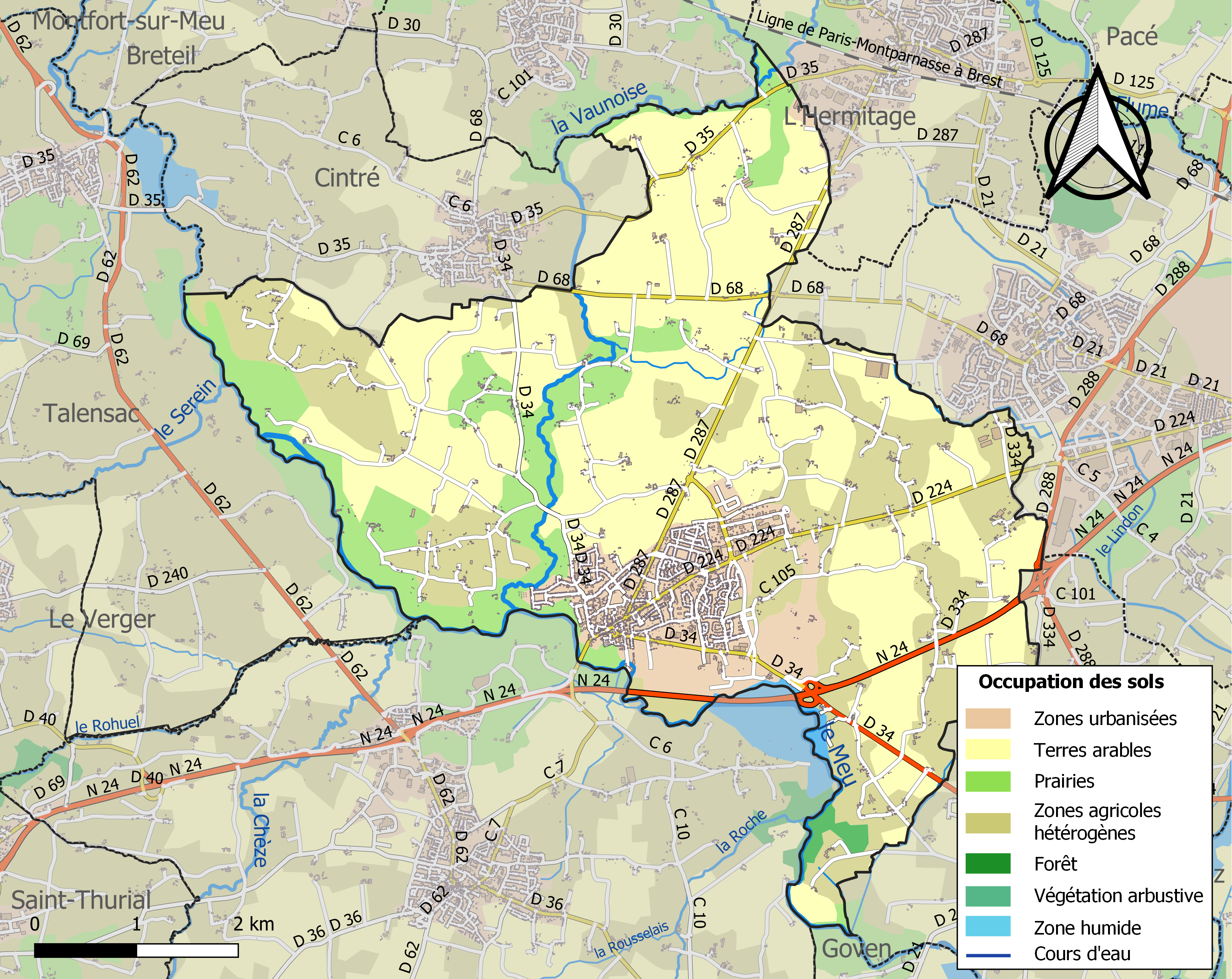
Carte des infrastructures et de l'occupation des sols de la commune en 2018 (CLC).

### Logement
Le tableau ci-dessous présente une comparaison de quelques indicateurs chiffrés du logement pour Mordelles et l'ensemble de l'Ille-et-Vilaine en 2017,.
|                                                                  | Mordelles | Ille-et-Vilaine |
| ---------------------------------------------------------------- | --------- | --------------- |
| Parc immobilier total (en nombre d'habitations)                  | 3 588     | 546 440         |
| Part des résidences principales (en %)                           | 91,8      | 86,2            |
| Part des résidences secondaires et logements occasionnels (en %) | 1,1       | 6,9             |
| Part des logements vacants (en %)                                | 7,1       | 6,9             |
| Part des ménages propriétaires de leur logement (en %)           | 63,4      | 59,8            |

### Morphologie urbaine
Mordelles dispose d'un plan local d'urbanisme intercommunal approuvé par délibération du conseil métropolitain du 19 décembre 2019. Il divise l'espace des 43 communes de Rennes Métropole en zones urbaines, agricoles ou naturelles.

### Projets opérationnels
Avec un taux de croissance souhaité de 100 habitants par an, la ville réalise régulièrement des opérations d'urbanisme.
- La ZAC « Le Pâtis / Les rues » est un projet de 539 logements, livrés de 2001 à 2007. La densité est de 14 logements à l'hectare. Sur les 38 hectares ont été construits les premiers logements collectifs HQE de France, avec des panneaux solaires photovoltaïques, et des logements semi-collectifs. L'aménagement paysager est soigné avec un mail paysager (liaison douce), la préservation de tous les arbres, d'un verger[19]...
- La ZAC « Plaisance » est un projet de renouvellement urbain de 76 logements[19].
- La ZAC « du Val de Sermon » est un projet de 1 200 logements, à l'est de la ville, en travaux en 2009. La densité prévue est supérieure à 30 logements à l'hectare. Sur les 45 ha du projet, 10 sont non constructibles (en zone humide). Les objectifs écologiques sont poussés, avec une gestion aérienne des eaux pluviales, la préservation de tous les arbres, la mise en place de vergers conservatoires, un maillage piéton et cycle très dense, la création de jardins familiaux, une place multi-modale avec arrêt de bus, garage vélos[20]…
- La commune a également réalisé différents équipements publics, avec un souci écologique constant : réhabilitation / extension de la mairie avec panneaux solaires photovoltaïques et toiture végétalisée, requalification d'un corps de ferme en pôle petite enfance, salle de sport avec panneaux photovoltaïques[19]…

## Toponymie
Le nom de la localité est attesté sous les formes écrites Mauricelliae en 1032 et en 1070, Mozella en 1080, Morzellae en 1158, Morzelles en 1300, Mordela en 1516.
Le statut du /d/ qui s'est maintenu à l'écrit et à l'oral pose problème. Il est dû à une substitution de phonème : [d] a remplacé [dz] instable, évolution inattendue en français ; les formes avec z (notant [dz]) sont régulières mais archaïques. Cela pourrait témoigner d'une influence du breton dans cette région des confins (pour mémoire : < d > vieux breton écrit vaut souvent /δ/).
Les formes écrites anciennes présentent pour la plupart un génitif singulier féminin, en -ae, ou par simple juxtaposition un nominatif pluriel d'un féminin, -ae ; la plupart des scribes, toujours au XIe siècle, ne reconnaissent pas maur- mais actent le pluriel.
La forme avec maur- avait fait supposer la « cellule (monastique) ou ermitage » (latin cella) d'un nommé Maurus ou bien un nom *Mauric(i)ellus formé sur maurus « maure » (au sens latin de ce mot) avec un diminutif en -ellus (mais -elles suppose un féminin, tout comme -ae). L'écrit Mauricellae est vraisemblablement une réinterprétation du nom d'origine à partir du nom de saint Mauritius.
En fait, Morzelle / Mordelles provient du gallo-roman *mo/argilla « lieu en limite, bord, marge(s) » (cf. Morges, Morzine, etc.), ici au féminin pluriel. C'est un descriptif topographique « bord, rive d'un fleuve », ici le Meu) et nom de personne bien connu, notamment dans tout le Massif armoricain.
En gallo le nom de la commune est Mordelle parfois écrit Mordèll (écriture MOGA),
La forme bretonne proposée par l'Office public de la langue bretonne est Morzhell.. Le territoire de la commune comporte quelques toponymes d'origine bretonne. En effet, au cours du haut Moyen Âge, la pratique du breton atteignait les limites de l'ancien évêché de Rennes dont dépendait Mordelles.

## Histoire

### Antiquité et Moyen-Âge
Des traces d'occupation humaine remontent aux époques romaines et celtiques : deux temples ont existé sur le territoire. Une voie gallo-romaine reliant Rennes à Vannes passait dans la commune ; le bourg s'est implanté sur son tracé, à l'époque mérovingienne (750 – 850 apr. J.-C.).
À la porte de Rennes dite Mordelaise les ducs de Bretagne prêtaient serment de défendre l'indépendance du duché[réf. nécessaire].

### Temps modernes
La commune est historiquement agricole et commerciale (présence de moulins, de fermes, d'un pressoir à cidre). Son histoire est fortement marquée par ses nombreux châteaux et manoirs.

### LeXIXesiècle
La mairie est construite en 1853 - 1854. La population croît grâce au développement de l'agriculture. Un tramway existe de 1898 à 1948, pour le transport de marchandises (pierre, cidre).

### LeXXesiècle

#### La Belle Époque
Le Journal officiel publie le 4 septembre 1909 un décret attribuant au bureau de bienfaisance de Mordelles les biens placés sous séquestre et ayant appartenu à la fabrique de l'église.

#### La Seconde Guerre mondiale
La section FFI de Plélan-le-Grand fut fondée le  1er mars 1943 par le sous-lieutenant Bourhis en accord avec le lieutenant Duval. La section était constituée des groupes de Plélan, Maxent, Bréal, Treffendel, Saint-Malon, Iffendic et Mordelles.
Pierre Dordain, médecin, fut le chef local du réseau de résistance Confrérie Notre-Dame ; il fut arrêté le 16 décembre 1943, conduit à la prison de Rennes et horriblement torturé ; cinq membres du réseau, Théodore Josse, Jean-Louis Persais, Hervé Vandernoot, Marcel Évrard et Édouard Durocher, arrêtés deux jours plus tard, furent déportés au camp de concentration de Mauthausen où ils furent exécutés.

## Politique et administration

### Rattachements administratifs et électoraux

#### Circonscriptions de rattachement
Mordelles appartient à l'arrondissement de Rennes et au canton du Rheu, créé lors du redécoupage cantonal de 2014. Avant cette date, la commune était le chef-lieu du canton de Mordelles.
Pour l'élection des députés, la commune fait partie de la huitième circonscription d'Ille-et-Vilaine, représentée depuis juin 2022 par Mickaël Bouloux (PS-NUPES). Sous le Second Empire, elle appartenait à la circonscription de Rennes, sous la IIIe République à la deuxième circonscription de Rennes, de 1958 à 1986 à la 2e circonscription (Rennes-Sud) et de 1986 à 2010 à la 3e circonscription (Rennes-Montfort).

#### Intercommunalité
La commune appartient à Rennes Métropole depuis sa création le 9 juillet 1970. Mordelles faisait alors partie des 27 communes fondatrices du District urbain de l'agglomération rennaise qui a pris sa dénomination actuelle le 1er janvier 2000.
Mordelles fait aussi partie du Pays de Rennes.

#### Institutions judiciaires
Sur le plan des institutions judiciaires, la commune relève du tribunal judiciaire (qui a remplacé le tribunal d'instance et le tribunal de grande instance le 1er janvier 2020), du tribunal pour enfants, du conseil de prud'hommes, du tribunal de commerce, de la cour d'appel et du tribunal administratif de Rennes et de la cour administrative d'appel de Nantes.

### Administration municipale
Le nombre d'habitants au dernier recensement étant compris entre 5 000 et 9 999, le nombre de membres du conseil municipal est de 29.
Conseil municipal actuel
Les 29 sièges composant le conseil municipal ont été pourvus le 15 mars 2020 lors du premier tour de scrutin. Actuellement, il est réparti comme suit :

### Liste des maires
| Période                                  | Période                   | Identité                   | Étiquette     | Qualité |
| ---------------------------------------- | ------------------------- | -------------------------- | ------------- | --- |
| 1815                                     | 1830                      | Armand de Farcy            |               | Directeur des Forges de Paimpont Conseiller général d'Ille-et-Vilaine                                                             |
| Les données manquantes sont à compléter. |                           |                            |               | |
| 1838                                     | 1865                      | Julien Perret              |               | Notaire |
| 1865                                     | janvier 1874              | François Veillard          | Bonapartiste  | Médecin Conseiller général de Mordelles (1867 → 1871)                                                                             |
| janvier 1874                             | décembre 1919             | Paul de Farcy              | Libéral       | Garde général des Eaux et Forêts à Fougères, propriétaire Conseiller général de Mordelles (1877 → 1919) Nommé maire               |
| décembre 1919                            | mars 1965                 | Robert de Toulouse-Lautrec | URD puis CNIP | Propriétaire-exploitant Conseiller général de Mordelles (1919 → 1940 puis 1945 → 1964) Président du conseil général (1961 → 1964) |
| mars 1965                                | mars 1977                 | Émile Jeantil              | app UNR       | Dirigeant fondateur de société |
| mars 1977                                | mars 1989                 | Guy David                  | DVD           | Commerçant Premier adjoint (1971 → 1977)                                                                                          |
| mars 1989                                | juin 1995                 | Guy Aufrère                | UDF-CDS       | Ingénieur France-Télécom, colonel honoraire                                                                                       |
| juin 1995                                | mars 2014                 | Bernard Poirier            | PS            | Ingénieur agronome 1er vice-président de Rennes Métropole (2008 → 2014)                                                           |
| mars 2014                                | En cours (au 25 mai 2020) | Thierry Le Bihan           | LREM puis RE  | Directeur de projet Réélu pour le mandat 2020-2026                                                                                |
| Les données manquantes sont à compléter. |                           |                            |               | |

### Jumelages
- Rakoniewice (Pologne) depuis 1992

L'association « Mordelles Échanges Solidarité Roumanie » organise des échanges entre Français et Roumains, en collaboration avec la ville.

## Population et société

### Démographie

#### Évolution démographique
L'évolution du nombre d'habitants est connue à travers les recensements de la population effectués dans la commune depuis 1793. Pour les communes de moins de 10 000 habitants, une enquête de recensement portant sur toute la population est réalisée tous les cinq ans, les populations de référence des années intermédiaires étant quant à elles estimées par interpolation ou extrapolation. Pour la commune, le premier recensement exhaustif entrant dans le cadre du nouveau dispositif a été réalisé en 2006.

En 2022, la commune comptait 7 831 habitants, en évolution de +6,97 % par rapport à 2016 (Ille-et-Vilaine : +5,46 %, France hors Mayotte : +2,11 %).
| 1793  | 1800  | 1806  | 1821  | 1831  | 1836  | 1841  | 1846  | 1851  |
| ----- | ----- | ----- | ----- | ----- | ----- | ----- | ----- | ----- |
| 2 354 | 2 292 | 2 419 | 2 670 | 2 687 | 2 605 | 2 613 | 2 630 | 2 714 |

| 1856  | 1861  | 1866  | 1872  | 1876  | 1881  | 1886  | 1891  | 1896  |
| ----- | ----- | ----- | ----- | ----- | ----- | ----- | ----- | ----- |
| 2 636 | 2 560 | 2 507 | 2 406 | 2 485 | 2 486 | 2 520 | 2 537 | 2 350 |

| 1901  | 1906  | 1911  | 1921  | 1926  | 1931  | 1936  | 1946  | 1954  |
| ----- | ----- | ----- | ----- | ----- | ----- | ----- | ----- | ----- |
| 2 340 | 2 319 | 2 282 | 2 107 | 2 149 | 2 170 | 2 158 | 2 189 | 2 117 |

| 1962  | 1968  | 1975  | 1982  | 1990  | 1999  | 2006  | 2011  | 2016  |
| ----- | ----- | ----- | ----- | ----- | ----- | ----- | ----- | ----- |
| 2 268 | 2 921 | 3 869 | 5 149 | 5 362 | 5 901 | 6 628 | 7 230 | 7 321 |

| 2021  | 2022  | - | - | - | - | - | - | - |
| ----- | ----- | - | - | - | - | - | - | - |
| 7 658 | 7 831 | - | - | - | - | - | - | - |

#### Pyramide des âges
La population de la commune est relativement jeune.
En 2018, le taux de personnes d'un âge inférieur à 30 ans s'élève à 33,6 %, soit en dessous de la moyenne départementale (38,2 %). À l'inverse, le taux de personnes d'âge supérieur à 60 ans est de 26,4 % la même année, alors qu'il est de 23,3 % au niveau départemental.
En 2018, la commune comptait 3 557 hommes pour 3 799 femmes, soit un taux de 51,64 % de femmes, légèrement supérieur au taux départemental (51,18 %).
Les pyramides des âges de la commune et du département s'établissent comme suit.
| Hommes | Classe d’âge | Femmes |
| ------ | ------------ | ------ |
| 0,5    | 90 ou +      | 1,2    |
| 7,5    | 75-89 ans    | 10,0   |
| 16,5   | 60-74 ans    | 16,9   |
| 22,3   | 45-59 ans    | 21,7   |
| 18,1   | 30-44 ans    | 18,0   |
| 17,2   | 15-29 ans    | 15,1   |
| 17,9   | 0-14 ans     | 17,1   |

| Hommes | Classe d’âge | Femmes |
| ------ | ------------ | ------ |
| 0,7    | 90 ou +      | 1,8    |
| 6,3    | 75-89 ans    | 8,7    |
| 14,5   | 60-74 ans    | 15,6   |
| 19,6   | 45-59 ans    | 18,8   |
| 19,5   | 30-44 ans    | 18,7   |
| 20,2   | 15-29 ans    | 19     |
| 19,1   | 0-14 ans     | 17,4   |

## Économie
Le tertiaire est le secteur d'activité principal des habitants, avec 70,5 % des emplois au lieu de travail. La commune possède de nombreux commerces de proximité, 2 supermarchés, une poste, et différentes entreprises artisanales (plomberie, chauffage, menuiserie, peinture, etc.). La zone d'activité ou zone artisanale des Fontenelles se situe au nord-est, et le parc d'activité des Perrières au sud-est. L'entreprise Brient (charcuterie industrielle) est implantée dans la commune. En 1999, la population active était de 2 867 personnes, dont 2 670 ayant un emploi (1 424 hommes et 1 246 femmes). Le nombre de chômeurs était de 6,6 % de la population active. 23,7 % des mordellais travaillent dans la commune même.
L'agriculture, qui est une activité importante de la Bretagne, est aussi pratiquée dans la commune, mais elle est en recul. En 1999, 58 des habitants de Mordelles étaient exploitants agricoles, soit une diminution de 51,7 % par rapport à 1990.

## Vie locale

### Enseignement
| Établissements  | publics | privés                                                           |
| --------------- | --- | ---------------------------------------------------------------- |
| groupe scolaire | • La Chesnaye (maternelle : 4 classes, 124 élèves, élémentaire : 6 classes, 150 élèves) • Le Gretay (maternelle : 4 classes et 110 élèves, élémentaire : 7 classes et 165 élèves) | • L'Immaculée (maternelle: 5 classes et élémentaire : 9 classes) |
| collèges        | • Collège Morvan-Lebesque | • Collège Saint-Yves                                             |

La commune possède également un pôle petit enfance. La ferme du Pâtis, ancien bâti requalifié en HQE (haute qualité environnementale), accueille la crèche du CIAS, la halte garderie et deux salles de réunion communales.

### Santé
Plusieurs médecins généralistes et spécialistes sont implantés dans la commune, qui comprend une résidence pour personnes âgées. Les hôpitaux se situent dans la première couronne de Rennes Métropole.

### Sports
Trois complexes sportifs sont implantés sur le territoire communal et on recense 22 associations sportives (football, handball, badminton, tennis de table, judo, gymnastique…).

### Écologie

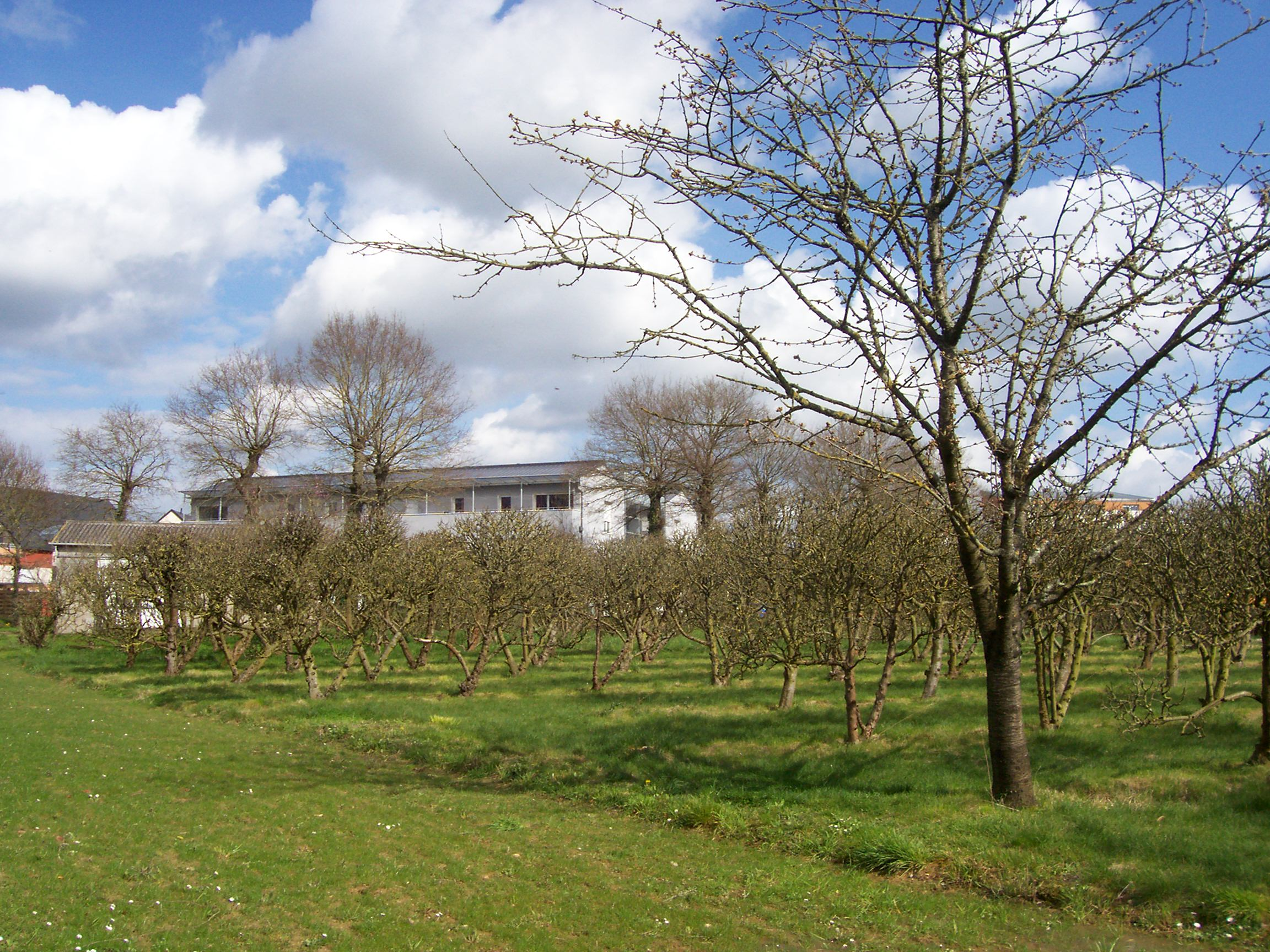
Verger à Mordelles, 2008.

La commune possède un patrimoine écologique. Une partie du territoire est située en zone inondable, avec des peupleraies. De nombreux arbres de hauts-jets, en partie très anciens, ainsi qu'un maillage bocager important, sont préservés au sein des zones urbanisées. La commune a réalisé ou réalise plusieurs vergers conservatoires. L'ensemble des espaces verts est traité de façon écologique (gestion différenciée, plan de désherbage alternatif, pas de produits chimiques) et la récupération des eaux de pluie est généralisée sur toutes les opérations récentes.
La commune ne compte aucune ZNIEFF. Elle abrite un espace protégé par arrêté préfectoral de biotope : « Mares de la Tremblais » constitué de deux mares privées.

### Gestion des déchets
Une déchèterie est présente sur le territoire communal, ainsi que différents conteneurs à verre. La commune réalise une collecte des déchets ménagers et du tri sélectif. Une station d'épuration est implantée au sud-est du territoire, sur la zone d'activité des Perrières.

### Cultes
Le culte catholique est pratiqué à l'église de Mordelles.

## Lieux et monuments
Mordelles présente un patrimoine bâti important. Elle possède deux monuments historiques protégés et 25 édifices inventoriés selon la Base Mérimée.

### Monuments religieux

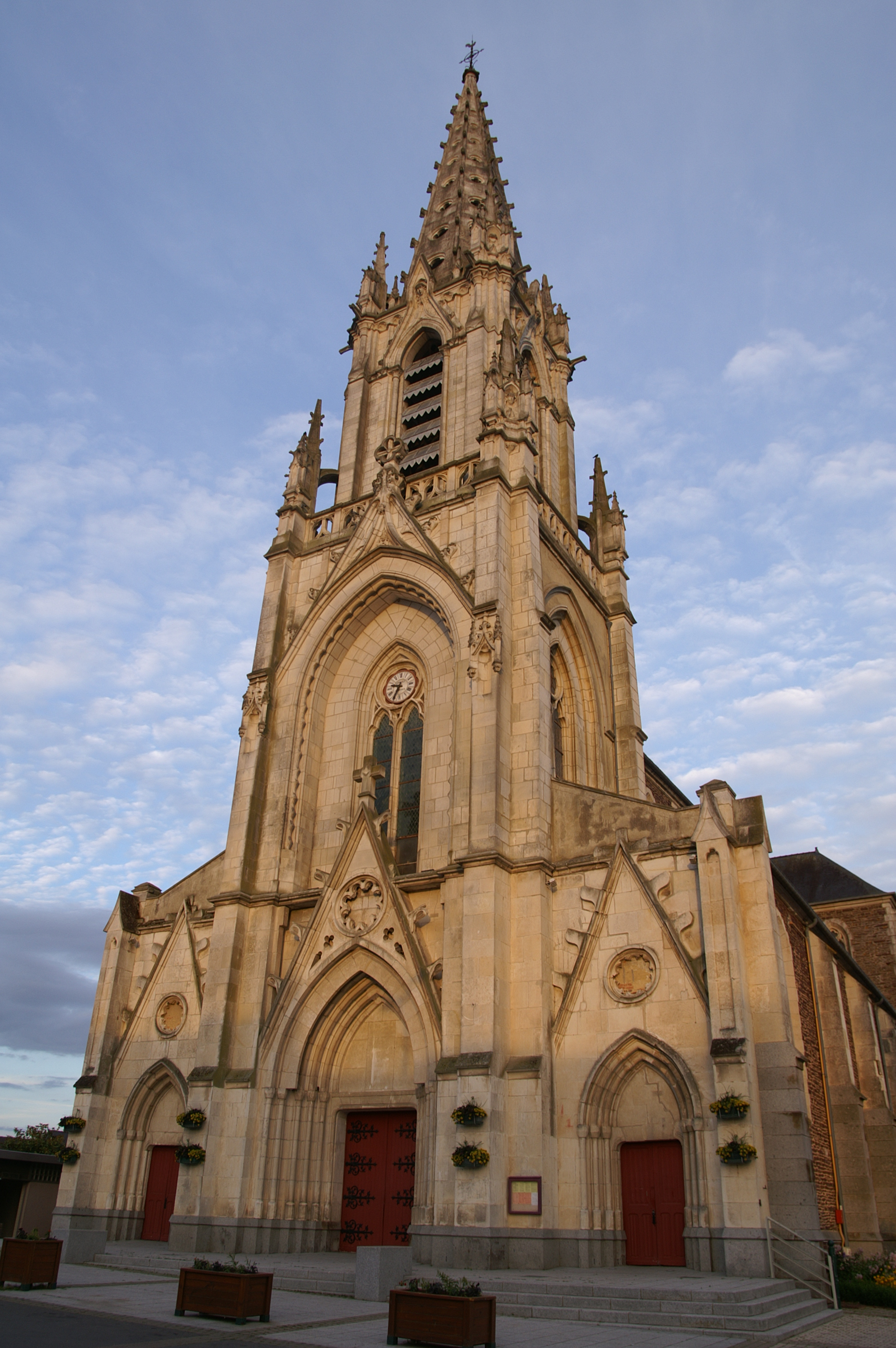
L'église Saint-Pierre.

L'église Saint-Pierre a été construite de 1856 à 1861, et le clocher de 1878 à 1881. Elle est de style néo-gothique, avec un plan en croix latine. Elle a remplacé une ancienne église possédant une abside romane et quelques fenêtres du XVe siècle. Le corps de l'édifice a été érigé suivant les plans de Jacques Mellet. Le clocher est l'œuvre de ses fils, Jules et Henri Mellet.
Il existe également un presbytère construit entre la fin du XVIIIe siècle et le début du XIXe siècle.

### Monuments publics et industriels
L'hôtel de ville date de la fin du XIXe siècle. Une extension Haute qualité environnementale (HQE) a été réalisée [Quand ?].
On trouve plusieurs moulins le long du Meu. D'amont en aval, ce sont le moulin de Tréjouan, le moulin du château d'Artois, le moulin de Mordelles, le moulin de Cramoux. Le moulin de Chouan se situe sur la Vaunoise et remonte au XVIIIe siècle.
Le moulin de Mordelles se situe au sud du bourg et date de 1656. Il est transformé en minoterie en 1818 et a arrêté ses activités en 1971.
La scierie Persais-Souillard date de 1947.

### Châteaux et manoirs

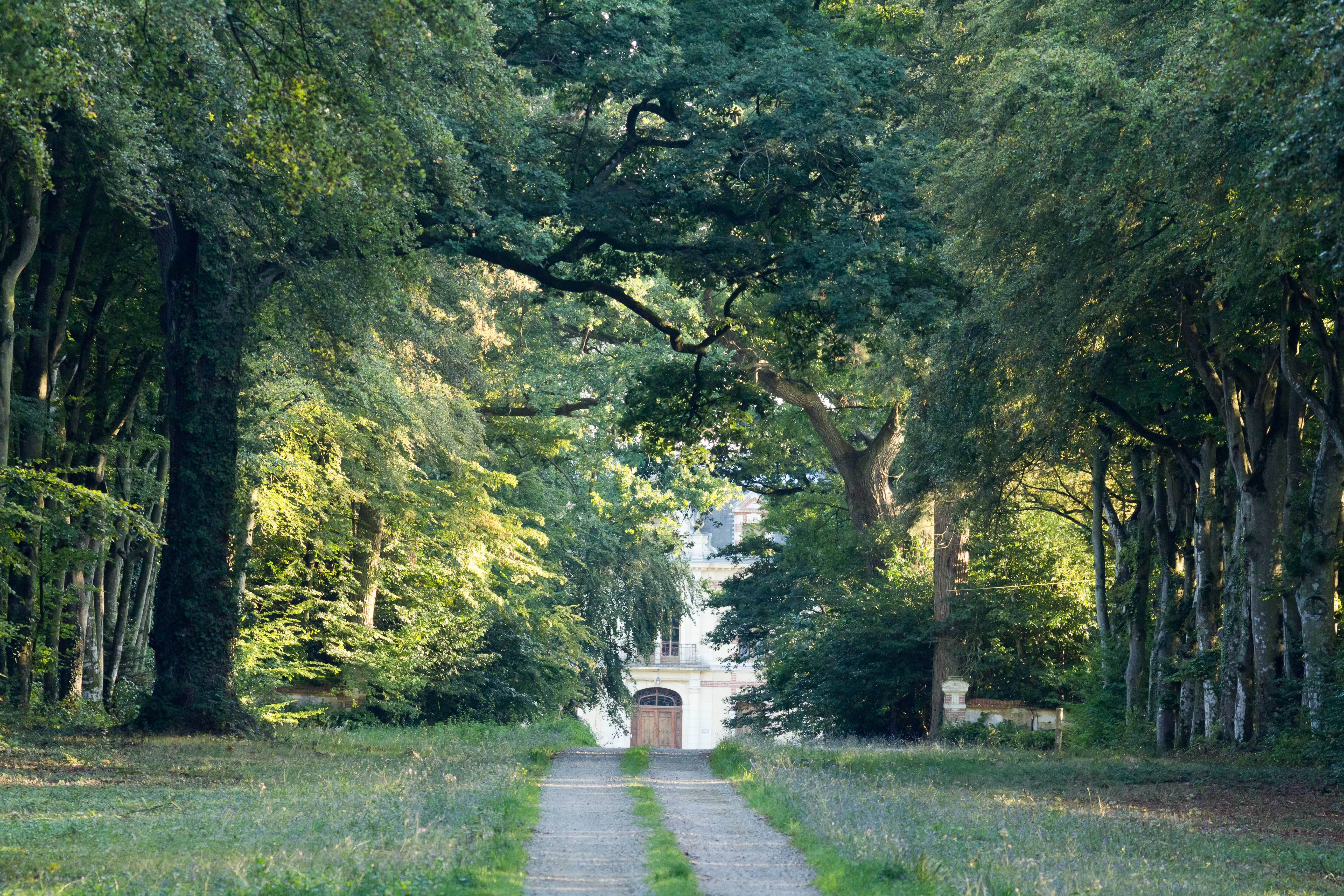
Le château de la Haichois.

- Le château de Beaumont, de la fin du XVIIe siècle, a été inscrit monument historique par arrêté du 20 mars 1995[62].
- Le château de la Haichois du XIXe siècle, inscrit pour partie (intérieur) monument historique par arrêté du 4 juin 2007[63].
- Le château de la Ville-du-Bois du XIVe siècle, inscrit au titre des monuments historiques depuis le 10 juillet 2014[64].
- Le château d'Artois du XVIIe siècle, inscrit monument historique en 2014[65].

Les manoirs suivants sont également inscrits à l'inventaire général du patrimoine culturel :
- les manoirs de la Chesnaye et du Pressoir datent de la fin du XIXe siècle ;
- le manoir la Ville-Chevron a été construit entre la fin du XVIIIe siècle et le début du XIXe siècle ;
- le manoir la Peronnais date du XVIe siècle. Il a servi de ferme et a été profondément remanié ; une des deux tours qui le constituait a été détruite en 1936 ;
- le manoir de la Saudrais daterait du XVIIIe siècle ;
- le manoir de la Haye a été construit au XVIIIe siècle et agrandi durant les siècles suivants.

### Maisons et fermes
Plusieurs maisons des XVIIIe siècle et XIXe siècle sont inventoriées. En particulier, les bâtiments suivants sont inscrits à l'inventaire général :
- la ferme le Pâtis Colas date de 1822. Elle était constituée d'une écurie, d'une remise, d'un four à pain, d'une étable à vaches et d'une grange ;
- la maison le Pâtis date du XVIIIe siècle ;
- la maison de l'Abbaye date du début du XVIIIe siècle ;
- la maison de la Perruche date de la fin du XIXe siècle. Elle est constituée de communs et d'un pigeonnier.

### Personnalités liées
- Adolphe de Saint-Germain (1833-1907), général et homme politique né à Mordelles, sénateur d'Ille-et-Vilaine.
- Pierre Aubin (1884-1945), peintre, y est mort.
- Famille de Farcy
- Jeanne Coroller-Danio
- Hervé Le Barbier de Blignières
- Giuseppe Tribus, peintre décorateur tyrolien (1901-1960) qui y a décoré un café et y a peint de nombreux tableaux. Il est mort accidentellement sur la route en revenant de Rennes où il avait été vendre des tableaux.
- Renaud Van Ruymbeke, magistrat français (1952-2024) y a vécu de 1991 à sa mort.
- Philippe Hategekimana, criminel de guerre rwandais, y vécut de 1999 à 2017.

### Héraldique
| Blason | Blasonnement : De gueules au croissant d'or. |

Ce blason était aussi celui de la famille de Mordelles.